# Algarve Cup 2016
L'Algarve Cup 2016 è stata la ventitreesima edizione dell'Algarve Cup, disputata tra il 2 e il 9 marzo 2016.

## Formato
Le 8 squadre erano divise in due gironi all'italiana. La finale per il titolo si disputò tra le due prime.
Sono assegnati tre punti per la vittoria, uno per il pareggio e zero per la sconfitta. In caso di parità di punti, vengono considerati gli scontri diretti, la differenza reti e i gol fatti.

## Squadre
- Belgio
- Brasile
- Canada
- Danimarca

- Islanda
- Nuova Zelanda
- Portogallo
- Russia

## Fase a gironi

### Gruppo A
| Squadra   | Pt | G | V | N | P | GF | GS | DR |
| --------- | -- | - | - | - | - | -- | -- | -- |
| Canada    | 6  | 3 | 2 | 0 | 1 | 2  | 1  | +1 |
| Islanda   | 6  | 3 | 2 | 0 | 1 | 6  | 3  | +3 |
| Belgio    | 3  | 3 | 1 | 0 | 2 | 3  | 4  | -1 |
| Danimarca | 3  | 3 | 1 | 0 | 2 | 3  | 6  | -3 |

| Arbitro: | Ledya Tafesse |

|                                    |           |            |
| Jónsdóttir 5’ Brynjarsdóttir 90+2’ | Marcatori | 42’ Cayman |

| Arbitro: | Olga Miranda |

|  |           |           |
|  | Marcatori | 55’ Nadim |

| Arbitro: | Sandra Braz |

|            |           |  |
| Clarke 87’ | Marcatori |  |

| Arbitro: | Tupou Patia |

|           |           |                                                         |
| Nadim 53’ | Marcatori | 11’ Þorvaldsdóttir 12’ Ómarsdóttir 56’ 90’ Magnúsdóttir |

| Arbitro: | Aye Thein |

|               |           |                                |
| Sandvej 90+3’ | Marcatori | 43’ (aut.) Sørensen 86’ Cayman |

| Arbitro: | Monika Mularczyk |

|            |           |  |
| Beckie 41’ | Marcatori |  |

### Gruppo B
| Squadra       | Pt | G | V | N | P | GF | GS | DR |
| ------------- | -- | - | - | - | - | -- | -- | -- |
| Brasile       | 9  | 3 | 3 | 0 | 0 | 7  | 1  | +6 |
| Nuova Zelanda | 4  | 3 | 1 | 1 | 1 | 1  | 1  | 0  |
| Russia        | 4  | 3 | 1 | 1 | 1 | 1  | 3  | -2 |
| Portogallo    | 0  | 3 | 0 | 0 | 3 | 1  | 5  | -4 |

| Arbitro: | Sara Persson |

|  |           |               |
|  | Marcatori | 58’ Makarenko |

| Arbitro: | Marianela Araya |

|             |           |  |
| Debinha 58’ | Marcatori |  |

| Parchal 4 marzo 2016, ore 18:30 | Nuova Zelanda | 0 – 0 | Russia | Estádio Bela Vista\| Arbitro: \| Aye Thein \| |
| Arbitro:                        | Aye Thein     |       |        |                                               |

| Arbitro: | Monika Mularczyk |

|              |           |                                    |
| T. Pinto 30’ | Marcatori | 17’ Cristiane 22’ Marta 74’ Raquel |

| Arbitro: | Sandra Braz |

|                                          |           |  |
| Formiga 51’ Beatriz 66’ Thaís Guedes 89’ | Marcatori |  |

| Arbitro: | Ledya Tafesse |

|  |           |           |
|  | Marcatori | 78’ Hearn |

## Finali piazzamento

### Finale 7º posto
| Arbitro: | Tupou Patia |

|                              |           |           |
| Nielsen 4’ 11’ Rasmussen 81’ | Marcatori | 73’ Silva |

### Finale 5º posto
| Arbitro: | Marianela Araya Cruz |

|                                                                 |           |  |
| Wullaert 18’ Cayman 42’ 73’ Schryvers 51’ Coutereels 61’ (rig.) | Marcatori |  |

### Finale 3º posto
| Arbitro: | Olga Miranda |

|                                                                                |                      |                                        |
| Hauksdóttir 27’                                                                | Marcatori            | 70’ Hearn                              |
| Viggósdóttir Viðarsdóttir Brynjarsdóttir Jessen Þorsteinsdóttir Friðriksdóttir | Tiri di rigore 6 – 5 | Percival Green Stott Hassett White ??? |

### Finale
| Arbitro: | Sara Persson |

|                         |           |                    |
| Zadorsky 60’ Beckie 67’ | Marcatori | 90’ Andressa Alves |

## Classifica finale
| Posizione | Squadra       |
| --------- | ------------- |
| 1         | Canada        |
| 2         | Brasile       |
| 3         | Islanda       |
| 4         | Nuova Zelanda |
| 5         | Belgio        |
| 6         | Russia        |
| 7         | Danimarca     |
| 8         | Portogallo    |

## Classifica marcatrici
4 reti
- Janice Cayman

2 reti
- Janine Beckie
- Nadia Nadim
- Sanne Troelsgaard
- Hólmfríður Magnúsdóttir
- Amber Hearn

1 rete
- Maud Coutereels
- Tine Schryvers
- Tessa Wullaert
- Andressa Alves
- Beatriz
- Cristiane
- Debinha
- Formiga
- Marta
- Raquel Fernandes
- Thaís Guedes
- Summer Clarke
- Shelina Zadorsky
- Johanna Rasmussen
- Cecilie Sandvej
- Dagný Brynjarsdóttir
- Andrea Rán Hauksdóttir
- Gunnhildur Yrsa Jónsdóttir
- Katrín Ómarsdóttir
- Berglind Björg Þorvaldsdóttir
- Tatiana Pinto
- Diana Silva
- Daria Makarenko

Autoreti
- Simone Boye Sørensen (a favore del Belgio)